# Steven Zaillian
Steven Zaillian, né le 30 janvier 1953 à Fresno, est un scénariste,  réalisateur et producteur américain d'origine arménienne.

## Filmographie

### Réalisateur
- 1993 : À la recherche de Bobby Fischer (Searching for Bobby Fischer)
- 1998 : Préjudice (A Civil Action)
- 2006 : Les Fous du roi (All the King's Men)
- 2016 : The Night Of (mini-série en 8 épisodes)
- 2024 :  Ripley (mini-série en 8 épisodes)

### Scénariste
- 1985 : Le Jeu du faucon (The Falcon and the Snowman) de John Schlesinger
- 1990 : L'Éveil (Awakenings) de Penny Marshall
- 1993 : Jack l'ours (Jack the Bear) de Marshall Herskovitz
- 1993 : À la recherche de Bobby Fischer (Searching for Bobby Fischer) de Steven Zaillian
- 1993 : La Liste de Schindler (Schindler's List) de Steven Spielberg
- 1994 : Danger immédiat (Clear and Present Danger) de Phillip Noyce
- 1996 : Mission impossible (Mission: Impossible) de Brian De Palma
- 1998 : Préjudice (A Civil Action) de Steven Zaillian
- 2001 : Hannibal de Ridley Scott
- 2002 : Gangs of New York de Martin Scorsese
- 2005 : L'Interprète (The Interpréter) de Sydney Pollack
- 2006 : Les fous du roi (All the King's Men) de Steven Zaillian
- 2007 : American Gangster de Ridley Scott
- 2011 : Millénium : Les Hommes qui n'aimaient pas les femmes (The Girl with the Dragon Tattoo) de David Fincher
- 2011 : Le Stratège (Moneyball) de Bennett Miller
- 2013 : The Ryan Initiative (Jack Ryan: Shadow Recruit) de Kenneth Branagh (coscénariste)
- 2014 : Exodus: Gods and Kings de Ridley Scott (coscénariste)
- 2016 : The Night Of (mini série TV en 8 épisodes)
- 2019 : The Irishman de Martin Scorsese
- 2024 :  Ripley de lui-même (mini-série Netflix de 8 épisodes)

### Producteur / producteur délégué
- 1998 : Préjudice de Steven Zaillian
- 2006 : Les fous du roi de Steven Zaillian
- 2007 : American Gangster de Ridley Scott
- 2010 : Welcome to the Rileys de Jake Scott
- 2011 : Millénium : Les Hommes qui n'aimaient pas les femmes (The Girl with the Dragon Tattoo) de David Fincher
- 2012 : Sans issue (The Cold Light of Day) de Mabrouk El Mechri
- 2016 : The Night Of (mini série TV en 8 épisodes)
- 2018 : Red Sparrow de Francis Lawrence
- 2021 : Ceux qui veulent ma mort (Those Who Wish Me Dead) de Taylor Sheridan
- 2022 : Eaux profondes (Deep Water) d'Adrian Lyne

## Distinctions

### Récompenses
- 1994 : Golden Globe du meilleur scénario pour La Liste de Schindler
- 1994 : BAFTA du meilleur scénario adapté pour La Liste de Schindler
- 1994 : Oscar du meilleur scénario adapté pour La Liste de Schindler
- 2012 : Critics Choice Awards du scénario adapté pour Le Stratège (partagé avec Aaron Sorkin et Stan Chervin)

### Nominations
- Oscars 2012 : Meilleur scénario adapté pour Le Stratège
- Golden Globes 2020 : Meilleur scénario pour The Irishman
- Oscars 2020 : Meilleur scénario adapté pour The Irishman
- BAFA 2020 : Meilleur scénario adapté pour The Irishman